# Argemone glauca
Argemone glauca är en vallmoväxtart som beskrevs av Carl von Linné och Willis Thomas Pope. Argemone glauca ingår i släktet taggvallmor, och familjen vallmoväxter. Inga underarter finns listade i Catalogue of Life.

## Bildgalleri

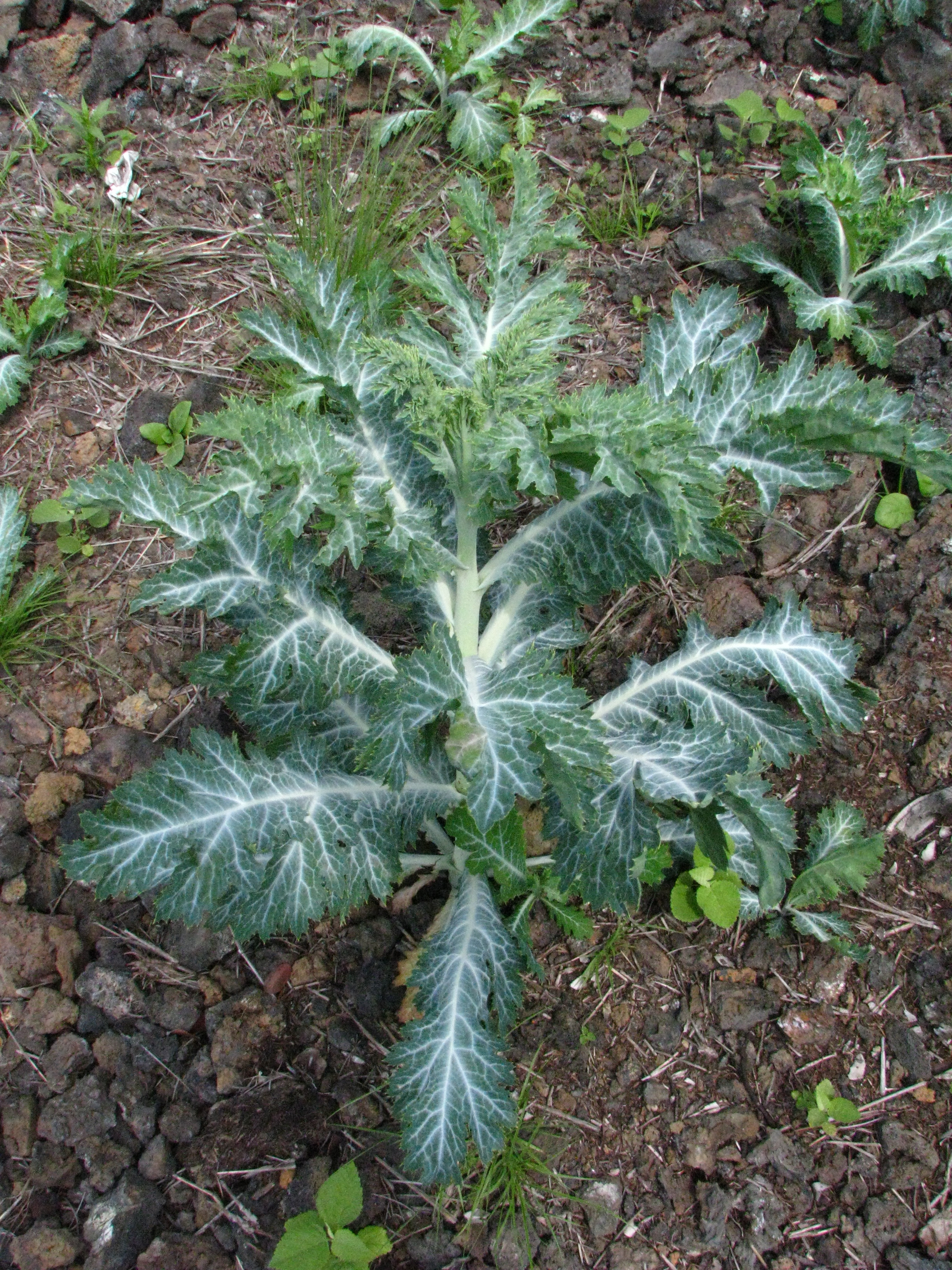
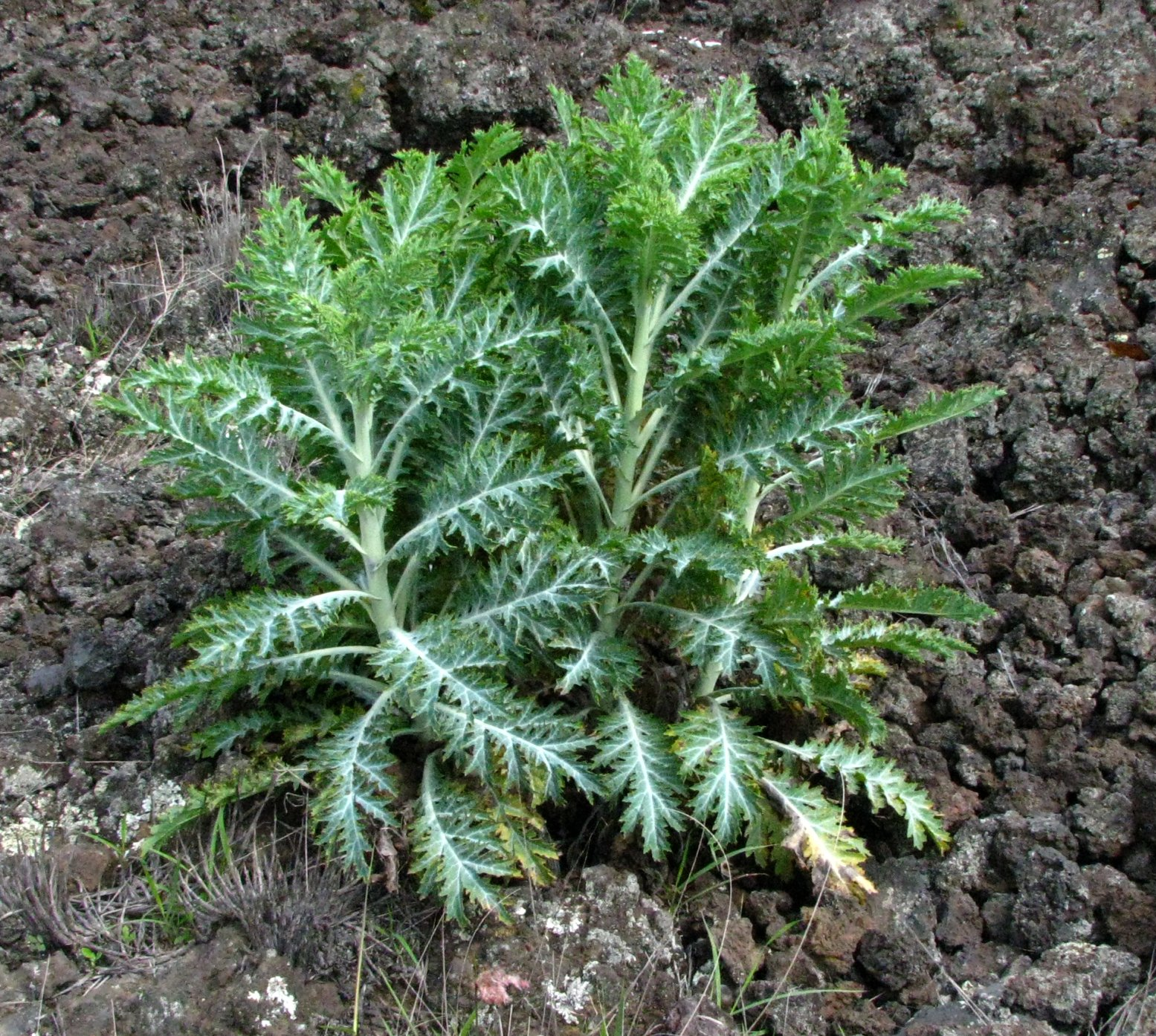
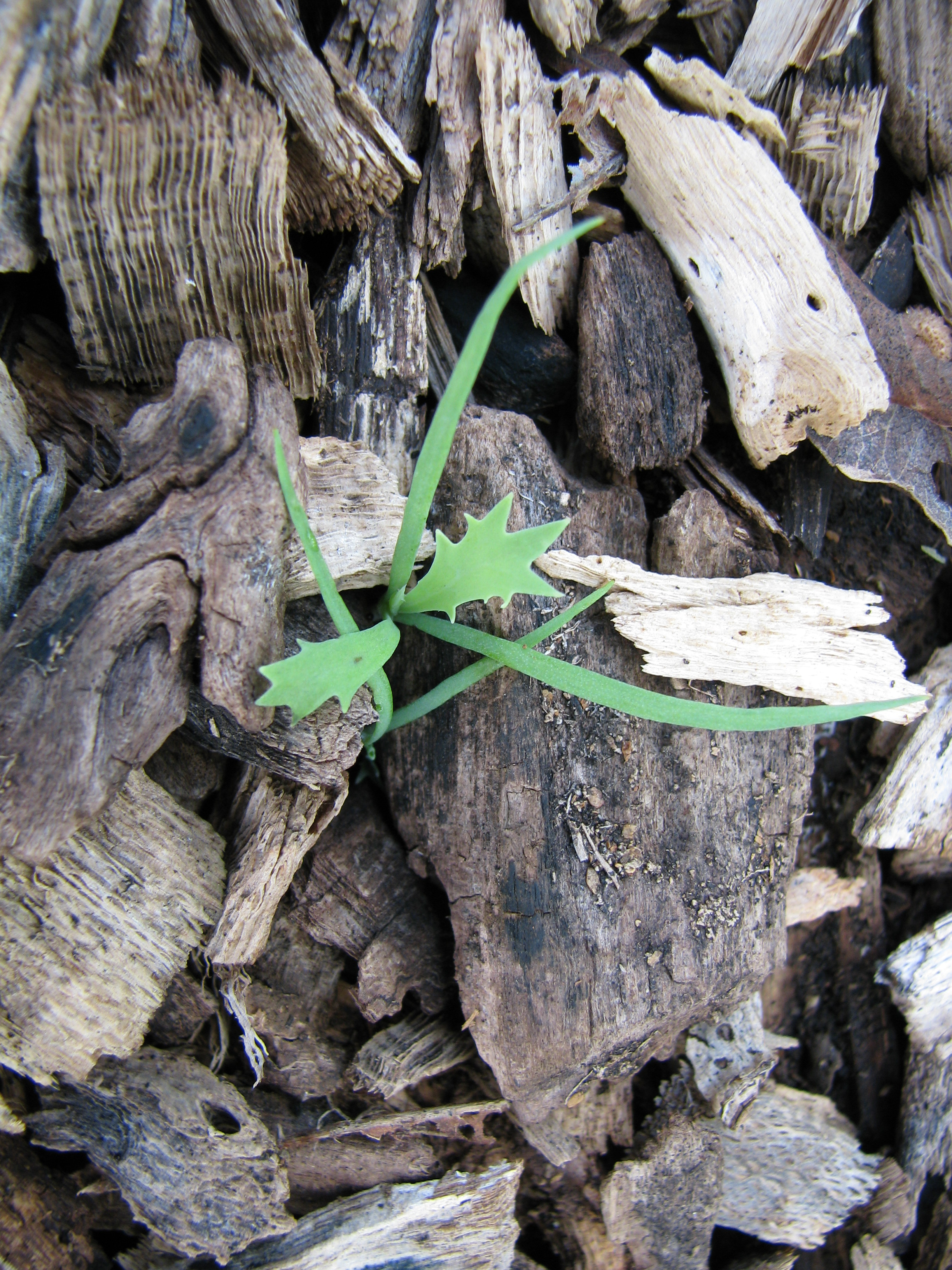
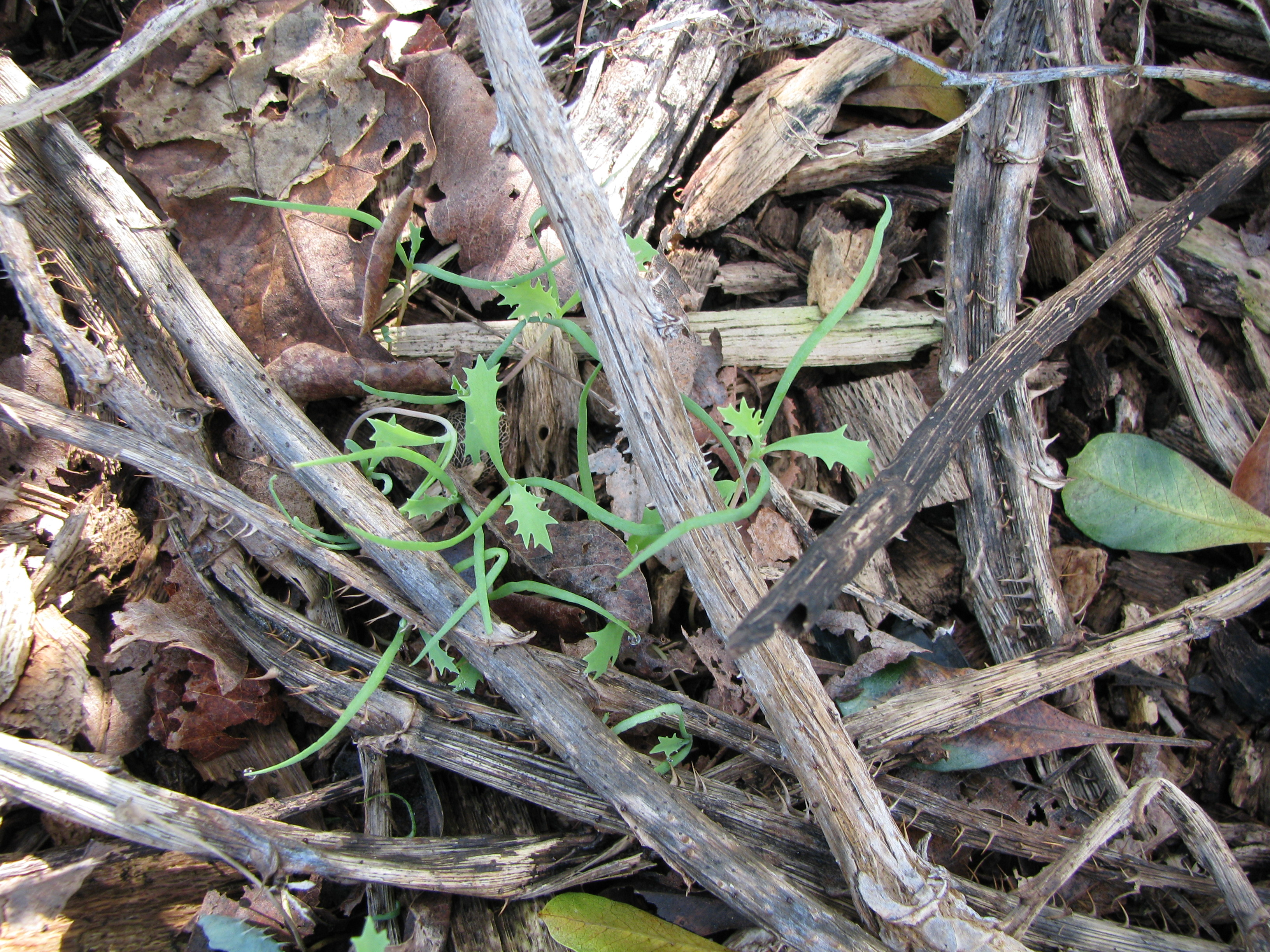